# Leptopelis boulengeri
Leptopelis boulengeri är en groddjursart som först beskrevs av Werner 1898.  Leptopelis boulengeri ingår i släktet Leptopelis och familjen Arthroleptidae. IUCN kategoriserar arten globalt som livskraftig. Inga underarter finns listade i Catalogue of Life.